# Pyrénées Magazine
 (février 2024).
Si vous disposez d'ouvrages ou d'articles de référence ou si vous connaissez des sites web de qualité traitant du thème abordé ici, merci de compléter l'article en donnant les références utiles à sa vérifiabilité et en les liant à la section « Notes et références ».
Pyrénées Magazine est un magazine bimestriel de connaissance de la chaîne de montagne des Pyrénées édité par la société coopérative d'intérêt collectif (SCIC) M'Pyrénées. Il accorde une grande place aux reportages de terrain et à la photographie.
Pyrénées magazine est le premier magazine de territoire à avoir été créé en France, en 1989. Il donne à connaitre toute la diversité et les richesses culturelles, patrimoniales et naturelles du massif pyrénéen, tant du versant français qu'espagnol.

## Histoire
Pyrénées magazine est créé en 1989, à Toulouse, par Milan Presse, entreprise de presse fondée par Patrice Amen, éditeur-libraire, collectionneur de livres pour enfants, Alain Oriol, professeur de français, Bernard Grimaud, commercial et Michel Mazéries, chef d'entreprise. À l'époque, il n'existe pas de magazine consacré à la découverte du massif pyrénéen dans son ensemble, incluant les Pyrénées espagnoles. C'est le pari gagnant de Patrice Amen, passionné par ces montagnes aux portes de Toulouse, qui décide se lancer dans l'aventure mais ne veut pas d'un magazine qui ne soit que touristique. Il entend s'adresser aux visiteurs et randonneurs mais aussi aux habitants du massif, en leur révélant les richesses qui sont les leurs. C'est le concept de presse de territoire qui vise à véhiculer une image valorisée d'un territoire et à mettre en lumière sa culture, son histoire, et patrimoine naturel et humain.
Pyrénées magazine est le premier magazine de presse de territoire en France. Il rencontre le succès dès son premier numéro paru en janvier 1989 ce qui entraîne, un an plus tard, la naissance de Alpes magazine, puis Bretagne magazine, également édités par Milan presse. Ensuite c'est le trimestriel Pays basque Magazine qui voit le jour en février 1996, lequel concerne plus spécifiquement les territoires de l'extrémité ouest du massif pyrénéen.
En 2004, Milan presse est racheté par le Groupe Bayard, groupe généraliste de presse et d'édition, qui opère un rapprochement de la revue avec son magazine phare consacré à la connaissance de la nature : Terre sauvage. Le n° 100 de Pyrénées Magazine, devenu un titre incontournable, parait en juin 2005. La crise de 2008 plonge cependant le titre dans le rouge, tout comme son petit frère Alpes magazine. En juin 2024, Bayard décide de recentrer Milan Presse sur la jeunesse et d'abandonner les autres titres, notamment ceux consacrés aux territoires et à la nature. 
Le 1er janvier 2025, Pyrénées magazine est racheté par la Société Coopérative d’Intérêt Collectif M' Pyrénées.

## Formule et contenu
Six numéros sont publiés par an, ainsi que deux hors-séries.
Les numéros réguliers, qui paraissent tous les deux mois, abordent des sujets variés comme la faune de montagne, les grands itinéraires tels le GR10, les lacs de montagne, le pastoralisme, les sports d'hiver, la question de l'ours, les enjeux climatiques, etc. Les rubriques récurrentes sont l'actualité du massif, l'actualité culturelle, les questions environnementales, le portrait d'un personnalité pyrénéenne, les randonnées. Les sujets dits « magazine » abordent tout ce qui compose la réalité pyrénéenne : la vie des vallées et villages, l'économie, l'artisanat traditionnel ou innovant, les sports de montagne, les événements culturels ou encore le patrimoine bâti.
Les numéros hors-série proposent des magazines thématiques : deux hors-série consacrés à la randonnée dans les Pyrénées (été et hiver), un numéro annuel consacré au Pays basque, un numéro sur l'histoire des Pyrénées, deux numéros consacrés à la découverte de la région Occitanie.
La spécificité de Pyrénées magazine est la qualité des textes et des photos publiées. Tous les reportages sont produits par des journalistes, photojournalistes, photographes et auteurs, sur le terrain.[non neutre]
La rédaction de Pyrénées Magazine compte quatre journalistes permanents. Les locaux sont à Toulouse.

## Acteur des Pyrénées
En plus d'éditer une douzaine de magazines par an, Pyrénées magazine co-organise le Festival pyrénéen de l'image nature qui a lieu chaque dernier week-end de septembre à Cauterets et le festival Eldorando qui a lieu tous les deux ans, le week-end de la pentecôte, à Arrens-Marsous.
Pyrénées magazine est également partenaire de la création d’une Marque pour les Pyrénées, lancée en février 2018, qui vise à valoriser, promouvoir et développer les Pyrénées et l'économie du massif.